# Tamás Imre
Tamás Imre (Csíksomlyó, 1907. szeptember 7. – Temesvár, 1958. szeptember 1.) tanító, akit a Szoboszlay Aladár vezette összeesküvésben való részvételéért kivégeztek.

## Élete
Szoboszlay Aladárt 1954-ben, temesvári tanítóskodása idején ismerte meg, jó barátok lettek. Tamás Imre ekkor már nős és három gyermek apja volt. Mikor Szoboszlayt Temesság községbe helyezték, ott is felkereste, együtt hallgatták a Szabad Európa Rádiót. Ekkoriban szerzett tudomást arról, hogy Szoboszlay létrehozta az illegális Keresztény Demokrata Pártot, és ekkor avatta be a Magyar-Román Konföderációra vonatkozó elképzeléseibe.
Tamás Imre beszervezte a mozgalomba bátyját, Tamás Dezsőt és Orbán Istvánt. Tamás Imre hamarosan végleg hazaköltözött, és a csíksomlyói árvaházban lett tanító. Orbán lakásán eldöntötték, hogy a puccsot 1956. augusztus 28-ra teszik. Ekkor határozták el, hogy a szervezkedés tagjai arról ismerik majd meg egymást, hogy szájukban egy meggyújtatlan cigaretta, kezükben pedig egy gyufásdoboz lesz. Tamás Imre Szoboszlayval együtt elindult Bukarest felé, abban a reményben, hogy a brassói vonatállomáson csatlakoznak hozzájuk a többiek, azonban ők nem jelentek meg, így kénytelenek voltak hazatérni.
1956. október 28-ra rögzítették a következő puccs időpontját, a magyar forradalom hatására október 27-én arról is határoztak, hogy először a Rendőrség és a Securitate kisebb egységeit és a csíkszeredai bankfiókot támadják meg. Az így szerzett fegyverrel és pénzzel Sepsiszentgyörgyre vonulnak, az állomás közelében lévő fegyverraktár, majd Brassóban a botfalusi rádióadó elfoglalásával kezdetét veszi a fegyveres felkelés. Innen vonattal Bukarestbe utaznak, a már korábban beszervezett páncélos ezredes, Constantin Drăgăniță tankalakulatával elfoglalják a középületeket, a minisztériumokat, a rádiót, és végül felolvassák a győzelmet bejelentő kiáltványt.
A puccskísérlet azonban most sem került kivitelezésre, időközben pedig a mozgalmat leleplezték, és a tagokat sorra letartóztatták, Tamás Imrét 1957. október 10-én fogták el, majd a kolozsvári III. Hadtest hadbírósága negyedrendű vádlottként halálra ítélte. A Legfelsőbb Törvényszék Katonai Kollégiuma 1958. július 24-én az elsőfokon hozott ítéletet megerősítette. Augusztus 22-én a Nagy Nemzetgyűlés elnöksége a kegyelmi kérvényt elutasította. A halálos ítéletet szeptember 1-jén a Securitate temesvári börtönében végrehajtották. A kivégzésről jegyzőkönyv készült.
A kommunista hatalom kegyetlenségét bizonyítja, hogy a vérfoltos ruháját, nagykabátját visszaadták a három gyermekének, akik minden évben halottak napján a nagykabátra borultak rá, az volt az édesapjuk sírhantja. Egyik kérvényt a másik után fogalmazták meg, ma sem tudják, hol temették el az édesapjukat.